# Regierung Van Acker IV
Die Regierung Van Acker IV amtierte in Belgien vom 23. April 1954 bis zum 2. Juni 1958. In der Legislaturperiode von 1950 bis 1954 regierten christdemokratische (PSC/CVP) Regierungen mit einer absoluten Mehrheit. Bei der Parlamentswahl 1954 verloren die Christdemokraten ihre absolute Mehrheit. Achille Van Acker wurde Premierminister einer Koalition von Sozialisten und Liberalen. Nach der Parlamentswahl 1958, bei der sowohl die Sozialisten als auch die Liberalen Sitze einbüßten, bildete Gaston Eyskens eine christdemokratische Minderheitsregierung.

## Kabinett
| Amt                                                | Amtsinhaber          | Partei  | Beginn der Amtszeit | Ende der Amtszeit |
| -------------------------------------------------- | -------------------- | ------- | ------------------- | ----------------- |
| Premierminister                                    | Achille Van Acker    | PSB/BSP | 23. April 1954      | 2. Juni 1958      |
| Minister für Kommunikation                         | Edouard Anseele      | PSB/BSP | 23. April 1954      | 2. Juni 1958      |
| Minister für Mittelstand                           | Oscar Bossaert       | PL/LP   | 23. April 1954      | 13. Februar 1956  |
| Minister für Mittelstand                           | Léon Mundeleer       | PL/LP   | 13. Februar 1956    | 2. Juni 1958      |
| Kolonialminister                                   | Auguste Buisseret    | PL/LP   | 23. April 1954      | 2. Juni 1958      |
| Bildungsminister                                   | Léo Collard          | PSB/BSP | 23. April 1954      | 2. Juni 1958      |
| Minister für Gesundheit und Familie                | Edmond Leburton      | PSB/BSP | 23. April 1954      | 2. Juni 1958      |
| Landwirtschaftsminister                            | René Lefebvre        | PL/LP   | 23. April 1954      | 2. Juni 1958      |
| Finanzminister                                     | Henri Liebaert       | PL/LP   | 23. April 1954      | 2. Juni 1958      |
| Justizminister                                     | Albert Lilar         | PL/LP   | 23. April 1954      | 2. Juni 1958      |
| Wirtschaftsminister                                | Jean Rey             | PL/LP   | 23. April 1954      | 27. Januar 1958   |
| Wirtschaftsminister                                | Roger Motz           | PL/LP   | 27. Januar 1958     | 13. Mai 1957      |
| Außenminister                                      | Paul-Henri Spaak     | PSB/BSP | 23. April 1954      | 13. Mai 1957      |
| Außenminister                                      | Victor Larock        | PSB/BSP | 13. Mai 1957        | 2. Juni 1958      |
| Verteidigungsminister                              | Antoon Spinoy        | PSB/BSP | 23. April 1954      | 2. Juni 1958      |
| Minister für Arbeit und Soziales                   | Léon-Eli Troclet     | PSB/BSP | 23. April 1954      | 2. Juni 1958      |
| Minister für öffentliche Arbeiten und Wiederaufbau | Adolphe Van Glabbeke | PL/LP   | 23. April 1954      | 14. Januar 1955   |
| Minister für öffentliche Arbeiten und Wiederaufbau | Omer Vanaudenhove    | PL-LP   | 14. Januar 1955     | 2. Juni 1958      |
| Innenminister                                      | Piet Vermeylen       | PSB/BSP | 23. April 1954      | 2. Juni 1958      |
| Minister für Außenhandel                           | Victor Larock        | PSB/BSP | 23. April 1954      | 13. Mai 1957      |
| Minister für Außenhandel                           | Henri Fayat          | PSB/BSP | 13. Mai 1957        | 2. Juni 1958      |